# Temporada do Sporting Clube de Portugal de 2009–10
Este artigo mostra as estatísticas do Sporting Clube de Portugal nas competições e jogos que disputou durante a temporada 2009-10.

## Jogadores
| Guarda-Redes | Guarda-Redes | Guarda-Redes    |
| Nº           | Nac.         | Nome            |
| ------------ | ------------ | --------------- |
| 1            | Portugal     | Rui Patrício    |
| 16           | Portugal     | Tiago Ferreira  |
| 19           | Portugal     | Ricardo Batista |

| Defesas | Defesas    | Defesas        |
| Nº      | Nac.       | Nome           |
| ------- | ---------- | -------------- |
| 3       | Portugal   | Daniel Carriço |
| 4       | Brasil     | Ânderson Polga |
| 5       | Brasil     | Pedro Silva    |
| 12      | Portugal   | Marco Caneira  |
| 13      | Portugal   | Tonel          |
| 18      | Argentina  | Leandro Grimi  |
| 21      | Portugal   | João Pereira   |
| 30      | Moçambique | Mexer          |
| 78      | Portugal   | Abel Ferreira  |

| Médios | Médios     | Médios           |
| Nº     | Nac.       | Nome             |
| ------ | ---------- | ---------------- |
| 2      | Portugal   | Pedro Mendes     |
| 6      | Portugal   | Adrien Silva     |
| 7      | Rússia     | Marat Izmailov   |
| 10     | Montenegro | Simon Vukčević   |
| 14     | Chile      | Matías Fernández |
| 24     | Portugal   | Miguel Veloso    |
| 25     | Portugal   | Bruno Pereirinha |
| 28     | Portugal   | João Moutinho    |

| Avançados | Avançados | Avançados        |
| Nº        | Nac.      | Nome             |
| --------- | --------- | ---------------- |
| 9         | Portugal  | Carlos Saleiro   |
| 20        | Portugal  | Yannick Djaló    |
| 22        | França    | Florent Pongolle |
| 23        | Portugal  | Hélder Postiga   |
| 31        | Portugal  | Liédson          |

## Pré-Temporada
| 4 de julho de 2009 jogo amigável | Sporting                                      | 3 – 0  | Atlético Cacém | Academia Sporting, Alcochete |
|                                  | Hélder Postiga 21' · Matías Fernández 62' 66' | Súmula |                | Público: 1,000               |

| 11 de julho de 2009 jogo amigável | Sporting | 0 – 1  | Nottingham Forest | Estádio Municipal de Albufeira, Albufeira |
|                                   |          | Súmula | 80' Paul Anderson | Árbitro: Bruno Paixão (Setúbal)           |

| 18 de julho de 2009 jogo amigável | Sporting           | 1 – 2  | Feyenoord                               | Estádio Alvalade XXI, Lisboa |
|                                   | Hélder Postiga 31' | Súmula | 47' Jonathan de Guzmán · 50' Roy Makaay | Árbitro: Hélder Malheiro     |

| 21 de julho de 2009 jogo amigável | Vitória Guimarães                              | 2 – 2  | Sporting                                  | Estádio D. Afonso Henriques, Guimarães |
|                                   | Roberto Calmon Félix 70' · Jorge Gonçalves 88' | Súmula | 46' Matías Fernández · 58' Hélder Postiga | Árbitro: Artur Soares Dias (Porto)     |

## Competições

### Liga Sagres

#### Tabela classificativa
| Pos | Equipa               | J  | V  | E  | D  | GM | GS | Diff | Pts |
| --- | -------------------- | -- | -- | -- | -- | -- | -- | ---- | --- |
| 1   | Benfica (TL)         | 30 | 24 | 4  | 2  | 78 | 20 | +58  | 76  |
| 2   | Sporting Braga       | 30 | 22 | 5  | 3  | 48 | 20 | +28  | 71  |
| 3   | FC Porto (C) (T) (S) | 30 | 21 | 5  | 4  | 70 | 26 | +44  | 68  |
| 4   | Sporting             | 30 | 13 | 9  | 8  | 42 | 26 | +16  | 48  |
| 5   | Marítimo             | 30 | 11 | 8  | 11 | 42 | 43 | -1   | 41  |
| 6   | Vitória Guimarães    | 30 | 11 | 8  | 11 | 31 | 34 | -3   | 41  |
| 7   | Nacional             | 30 | 10 | 9  | 11 | 36 | 46 | -10  | 39  |
| 8   | Naval                | 30 | 10 | 6  | 14 | 20 | 35 | -15  | 36  |
| 9   | Paços de Ferreira    | 30 | 8  | 11 | 11 | 32 | 37 | -5   | 35  |
| 10  | União Leiria (P)     | 30 | 9  | 8  | 13 | 35 | 41 | -6   | 35  |
| 11  | Académica            | 30 | 8  | 9  | 13 | 37 | 42 | -5   | 33  |
| 12  | Rio Ave              | 30 | 6  | 13 | 11 | 22 | 33 | -11  | 31  |
| 13  | Olhanense (P)        | 30 | 5  | 14 | 11 | 31 | 46 | -15  | 29  |
| 14  | Vitória Setúbal      | 30 | 5  | 10 | 15 | 29 | 57 | -28  | 25  |
| 15  | Belenenses           | 30 | 4  | 11 | 15 | 23 | 44 | -21  | 23  |
| 16  | Leixões              | 30 | 5  | 6  | 19 | 25 | 51 | -26  | 21  |

#### Resultado por jornada
| Jornada    | 1 | 2  | 3 | 4 | 5  | 6  | 7  | 8  | 9  | 10 | 11 | 12 | 13 | 14 | 15 | 16 | 17 | 18 | 19 | 20 | 21 | 22 | 23 | 24 | 25 | 26 | 27 | 28 | 29 | 30 |
| ---------- | - | -- | - | - | -- | -- | -- | -- | -- | -- | -- | -- | -- | -- | -- | -- | -- | -- | -- | -- | -- | -- | -- | -- | -- | -- | -- | -- | -- | -- |
| Jogo (C/F) | F | C  | F | C | C  | F  | C  | F  | C  | F  | C  | F  | C  | F  | C  | C  | F  | C  | F  | F  | C  | F  | C  | F  | C  | F  | C  | F  | C  | F  |
| Resultado  | E | D  | V | V | V  | D  | E  | E  | E  | E  | E  | V  | D  | V  | V  | V  | D  | D  | E  | E  | V  | V  | V  | D  | V  | D  | V  | E  | D  | V  |
| Pontos     | 1 | 1  | 4 | 7 | 10 | 10 | 11 | 12 | 13 | 14 | 15 | 18 | 18 | 21 | 24 | 27 | 27 | 27 | 28 | 29 | 32 | 35 | 38 | 38 | 41 | 41 | 44 | 45 | 45 | 48 |
| Lugar      | 2 | 10 | 6 | 5 | 4  | 5  | 4  | 4  | 7  | 8  | 7  | 6  | 7  | 5  | 4  | 4  | 4  | 4  | 4  | 4  | 4  | 4  | 4  | 4  | 4  | 4  | 4  | 4  | 4  | 4  |

#### Jogos
| 15 de agosto de 2009 Liga Sagres 1ª jornada | Nacional         | 1 – 1  | Sporting         | Estádio da Madeira, Funchal                    |
|                                             | João Aurélio 27' | Súmula | 76' João Aurélio | Público: 3,877 Árbitro: Pedro Proença (Lisboa) |

| 22 de agosto de 2009 Liga Sagres 2ª jornada | Sporting          | 1 – 2  | Sporting Braga               | Estádio Alvalade XXI, Lisboa                           |
|                                             | Yannick Djaló 71' | Súmula | 12' Alan · 81' Albert Meyong | Público: 24,280 Árbitro: Olegário Benquerença (Leiria) |

| 30 de agosto de 2009 Liga Sagres 3ª jornada | Académica | 0 – 2  | Sporting                        | Estádio Cidade de Coimbra, Coimbra          |
|                                             |           | Súmula | 64' Liédson · 84' Yannick Djaló | Público: 9,586 Árbitro: Jorge Sousa (Porto) |

| 13 de setembro de 2009 Liga Sagres 4ª jornada | Sporting    | 1 – 0  | Paços de Ferreira | Estádio Alvalade XXI, Lisboa                    |
|                                               | Liédson 81' | Súmula |                   | Público: 23,319 Árbitro: Bruno Paixão (Setúbal) |

| 21 de setembro de 2009 Liga Sagres 5ª jornada | Sporting                                                          | 3 – 2  | Olhanense                     | Estádio Alvalade XXI, Lisboa               |
|                                               | Daniel Carriço 35' · João Moutinho (pen) 42' · Simon Vukčević 87' | Súmula | 9' Rabiola · 19' André Castro | Público: 24,205 Árbitro: Rui Costa (Porto) |

| 26 de setembro de 2009 Liga Sagres 6ª jornada | FC Porto  | 1 – 0  | Sporting | Estádio do Dragão, Porto                       |
|                                               | Falcao 2' | Súmula |          | Público: 46,511 Árbitro: Duarte Gomes (Lisboa) |

| 4 de outubro de 2009 Liga Sagres 7ª jornada | Sporting | 0 – 0  | Belenenses | Estádio Alvalade XXI, Lisboa                            |
|                                             |          | Súmula |            | Público: 24,581 Árbitro: Carlos Xistra (Castelo Branco) |

| 27 de outubro de 2009 Liga Sagres 8ª jornada | Vitória Guimarães | 1 – 1  | Sporting             | Estádio D. Afonso Henriques, Guimarães                 |
|                                              | Rui Miguel 93'    | Súmula | 83' Matías Fernández | Público: 18,105 Árbitro: Olegário Benquerença (Leiria) |

| 1 de novembro de 2009 Liga Sagres 9ª jornada | Sporting             | 1 – 1  | Marítimo | Estádio Alvalade XXI, Lisboa                   |
|                                              | Matías Fernández 54' | Súmula | 62' Manu | Público: 22,857 Árbitro: Cosme Machado (Braga) |

| 8 de novembro de 2009 Liga Sagres 10ª jornada | Rio Ave            | 2 – 2  | Sporting                                       | Estádio dos Arcos, Vila do Conde                  |
|                                               | João Tomás 57' 61' | Súmula | 21' Matías Fernández · 45' (pen) João Moutinho | Público: 3,385 Árbitro: Artur Soares Dias (Porto) |

| 28 de novembro de 2009 Liga Sagres 11ª jornada | Sporting | 0 – 0  | Benfica | Estádio Alvalade XXI, Lisboa                    |
|                                                |          | Súmula |         | Público: 45,880 Árbitro: Pedro Proença (Lisboa) |

| 7 de dezembro de 2009 Liga Sagres 12ª jornada | Vitória Setúbal | 0 – 2  | Sporting       | Estádio do Bonfim, Setúbal                      |
|                                               |                 | Súmula | 5' 88' Liédson | Público: 4,207 Árbitro: Elmano Santos (Madeira) |

| 12 de dezembro de 2009 Liga Sagres 13ª jornada | Sporting | 0 – 1  | União Leiria       | Estádio Alvalade XXI, Lisboa |
|                                                |          | Súmula | 27' Paulo Vinícius | Público: 25,693              |

| 19 de dezembro de 2009 Liga Sagres 14ª jornada | Naval | 0 – 1  | Sporting           | Estádio Municipal José Bento Pessoa, Figueira da Foz   |
|                                                |       | Súmula | 35' Carlos Saleiro | Público: 2,167 Árbitro: Carlos Xistra (Castelo Branco) |

| 9 de janeiro de 2010 Liga Sagres 15ª jornada | Sporting  | 1 – 0  | Leixões | Estádio Alvalade XXI, Lisboa                         |
|                                              | Tonel 84' | Súmula |         | Público: 23,230 Árbitro: Paulo Baptista (Portalegre) |

| 17 de janeiro de 2010 Liga Sagres 16ª jornada | Sporting                            | 3 – 2  | Nacional                           | Estádio Alvalade XXI, Lisboa                    |
|                                               | Miguel Veloso 25' · Liédson 60' 72' | Súmula | 24' Rúben Micael · 83' Edgar Silva | Público: 20,056 Árbitro: Bruno Paixão (Setúbal) |

| 29 de janeiro de 2010 Liga Sagres 17ª jornada | Sporting Braga  | 1 – 0  | Sporting | Estádio Municipal de Braga, Braga                |
|                                               | Paulo César 32' | Súmula |          | Público: 14,761 Árbitro: João Ferreira (Setúbal) |

| 6 de fevereiro de 2010 Liga Sagres 18ª jornada | Sporting          | 1 – 2  | Académica                     | Estádio Alvalade XXI, Lisboa                      |
|                                                | João Moutinho 24' | Súmula | 3' Orlando · 60' João Ribeiro | Público: 20,060 Árbitro: Pedro Henriques (Lisboa) |

| 12 de fevereiro de 2010 Liga Sagres 19ª jornada | Paços de Ferreira | 0 – 0  | Sporting | Estádio da Mata Real, Paços de Ferreira       |
|                                                 |                   | Súmula |          | Público: 1,401 Árbitro: Duarte Gomes (Lisboa) |

| 20 de fevereiro de 2010 Liga Sagres 20ª jornada | Olhanense | 0 – 0  | Sporting | Estádio José Arcanjo, Olhão                    |
|                                                 |           | Súmula |          | Público: 3,580 Árbitro: Pedro Proença (Lisboa) |

| 28 de fevereiro de 2010 Liga Sagres 21ª jornada | Sporting                                                  | 3 – 0  | FC Porto | Estádio Alvalade XXI, Lisboa                     |
|                                                 | Yannick Djaló 6' · Marat Izmaylov 45' · Miguel Veloso 47' | Súmula |          | Público: 28,220 Árbitro: João Ferreira (Setúbal) |

| 7 de março de 2010 Liga Sagres 22ª jornada | Belenenses | 0 – 4  | Sporting                | Estádio do Restelo, Lisboa                   |
|                                            |            | Súmula | 50' 61' 81' 89' Liédson | Público: 5,664 Árbitro: Hugo Miguel (Lisboa) |

| 14 de março de 2010 Liga Sagres 23ª jornada | Sporting                                           | 3 – 1  | Vitória Guimarães | Estádio Alvalade XXI, Lisboa                    |
|                                             | Leandro Grimi 8' · Liédson 9' · Carlos Saleiro 21' | Súmula | 67' Valdomiro     | Público: 35,007 Árbitro: Bruno Paixão (Setúbal) |

| 26 de março de 2010 Liga Sagres 24ª jornada | Marítimo                                                     | 3 – 2  | Sporting                                             | Estádio dos Barreiros, Funchal |
|                                             | Tchô 17' · Florent Sinama-Pongolle 82' · Cláudio Pitbull 91' | Súmula | 36' João Pereira · 94' Florent Sinama-Pongolle (pen) | Público: 4,023                 |

| 2 de abril de 2010 Liga Sagres 25ª jornada | Sporting                                                   | 5 – 0  | Rio Ave | Estádio Alvalade XXI, Lisboa                    |
|                                            | Yannick Djaló 7' 56' 75' · Liédson 40' · João Moutinho 67' | Súmula |         | Público: 16,406 Árbitro: Pedro Proença (Lisboa) |

| 11 de abril de 2010 Liga Sagres 26ª jornada | Benfica                             | 2 – 0  | Sporting | Estádio da Luz, Lisboa                           |
|                                             | Óscar Cardozo 68' · Pablo Aimar 78' | Súmula |          | Público: 59,317 Árbitro: João Ferreira (Setúbal) |

| 18 de abril de 2010 Liga Sagres 27ª jornada | Sporting                                     | 2 – 1  | Vitória Setúbal     | Estádio Alvalade XXI, Lisboa                 |
|                                             | João Moutinho (pen) 60' · Hélder Postiga 70' | Súmula | 11' Aurélien Collin | Público: 19,187 Árbitro: Jorge Sousa (Porto) |

| 25 de abril de 2010 Liga Sagres 28ª jornada | União Leiria | 1 – 1  | Sporting    | Estádio Dr. Magalhães Pessoa, Leiria             |
|                                             | Cássio 49'   | Súmula | 16' Liédson | Público: 4,365 Árbitro: Marco Ferreira (Madeira) |

| 2 de maio de 2010 Liga Sagres 29ª jornada | Sporting | 0 – 1  | Naval            | Estádio Alvalade XXI, Lisboa                     |
|                                           |          | Súmula | 64' Fábio Júnior | Público: 16,102 Árbitro: André Gralha (Santarém) |

| 8 de maio de 2010 Liga Sagres 30ª jornada | Leixões        | 1 – 2  | Sporting                            | Estádio do Mar, Matosinhos                      |
|                                           | João Paulo 82' | Súmula | 15' Miguel Veloso · 55' Pedro Silva | Público: 2,595 Árbitro: Elmano Santos (Madeira) |

### Taça de Portugal
| 18 de outubro de 2009 Taça de Portugal 1/32 final | Sporting                                                   | 3 – 0  | Penafiel | Estádio Alvalade XXI, Lisboa                         |
|                                                   | Liédson 51' · João Moutinho (pen) 75' · Simon Vukčević 93' | Súmula |          | Público: 14,146 Árbitro: Pedro Baptista (Portalegre) |

| 22 de novembro de 2009 Taça de Portugal 1/16 final | Pescadores da Caparica | 1 – 4  | Sporting                                                      | Estádio do Restelo, Lisboa                       |
|                                                    | Tozé 22' ·             | Súmula | 52' 63' Miguel Veloso · 56' João Moutinho (pen) · 68' Liédson | Público: 15,000 Árbitro: André Gralha (Santarém) |

| 20 de janeiro de 2010 Taça de Portugal 1/8 final | Sporting                                                                                 | 4 – 3  | Mafra                       | Estádio Alvalade XXI, Lisboa                  |
|                                                  | Matías Fernández (pen) 15' · Daniel Carriço 37' · Carlos Saleiro 45' · Yannick Djaló 47' | Súmula | 16' 84' 90' Chengdong Zhang | Público: 12,725 Árbitro: Hugo Miguel (Lisboa) |

| 2 de fevereiro de 2010 Taça de Portugal 1/4 final | FC Porto                                                                           | 5 – 2  | Sporting                         | Estádio do Dragão, Porto                             |
|                                                   | Rolando 18' · Radamel Falcao 34' 42' · Silvestre Varela 48' · Mariano González 58' | Súmula | 22' Marat Izmaylov · 92' Liédson | Público: 36,614 Árbitro: Pedro Baptista (Portalegre) |

### Taça da Liga
| 3 de janeiro de 2010 Taça da Liga 3ª Eliminatória - Grupo B | Sporting                               | 2 – 1  | Sporting Braga | Estádio Alvalade XXI, Lisboa                 |
|                                                             | Carlos Saleiro 35' · Miguel Veloso 65' | Súmula | 49' Alan       | Público: 12,330 Árbitro: Jorge Sousa (Porto) |

| 13 de janeiro de 2010 Taça da Liga 3ª Eliminatória - Grupo B | União Leiria | 1 – 2  | Sporting                             | Estádio Dr. Magalhães Pessoa, Leiria              |
|                                                              | Carlão 80'   | Súmula | 16' João Pereira · 36' Miguel Veloso | Público: 2,748 Árbitro: Artur Soares Dias (Porto) |

| 23 de janeiro de 2010 Taça da Liga 3ª Eliminatória - Grupo B | Trofense | 0 – 1  | Sporting    | Estádio Clube Desportivo Trofense, Trofa    |
|                                                              |          | Súmula | 36' Liédson | Público: 4,915 Árbitro: Paulo Costa (Porto) |

| Pos | Equipa         | J | V | E | D | GM | GS | Diff | Pts |
| --- | -------------- | - | - | - | - | -- | -- | ---- | --- |
| 1   | Sporting       | 3 | 3 | 0 | 0 | 5  | 2  | +3   | 9   |
| 2   | Trofense       | 3 | 1 | 1 | 1 | 2  | 2  | 0    | 4   |
| 3   | Sporting Braga | 3 | 1 | 0 | 2 | 5  | 4  | +1   | 3   |
| 4   | União Leiria   | 3 | 0 | 1 | 2 | 3  | 7  | -4   | 1   |

| 9 de fevereiro de 2010 Taça da Liga 1/2 finais | Sporting    | 1 – 4  | Benfica                                                      | Estádio Alvalade XXI, Lisboa                           |
|                                                | Liédson 37' | Súmula | 8' David Luiz · 30' Ramires · 68' Luisão · 94' Óscar Cardozo | Público: 30,081 Árbitro: Olegário Benquerença (Leiria) |

### Liga dos Campeões
| 29 de julho de 2009 Liga dos Campeões Terceira Ronda | Sporting | 0 – 0  | Twente | Estádio Alvalade XXI, Lisboa         |
|                                                      |          | Súmula |        | Público: 37,313 Árbitro: Felix Brych |

| 4 de agosto de 2009 Liga dos Campeões Terceira Ronda | Twente     | 1 – 1  | Sporting            | De Grolsh Veste, Enschede                |
|                                                      | Douglas 2' | Súmula | 94' Peter Wisgerhof | Público: 23,500 Árbitro: Stéphane Lannoy |

| 18 de agosto de 2009 Liga dos Campeões Play-off | Sporting                               | 2 – 2  | Fiorentina                                    | Estádio Alvalade XXI, Lisboa           |
|                                                 | Simon Vukčević 58' · Miguel Veloso 66' | Súmula | 6' Juan Manuel Vargas · 79' Alberto Gilardino | Público: 29,602 Árbitro: Viktor Kassai |

| 26 de agosto de 2009 Liga dos Campeões Play-off | Fiorentina         | 1 – 1  | Sporting          | Estádio Artemio Franchi, Florença    |
|                                                 | Stevan Jovetić 54' | Súmula | 35' João Moutinho | Público: 30,821 Árbitro: Howard Webb |

### Liga Europa
| 17 de setembro de 2009 Liga Europa Fase de grupos - Grupo D | Heerenveen                              | 2 – 3  | Sporting            | Abe Lenstra Stadion, Heerenveen           |
|                                                             | Gerald Sibon 12' · Michael Dingsdag 77' | Súmula | 17' 40' 88' Liédson | Público: 13,500 Árbitro: Aleksei Nikolaev |

| 1 de outubro de 2009 Liga Europa Fase de grupos - Grupo D | Sporting         | 1 – 0  | Hertha Berlim | Estádio Alvalade XXI, Lisboa            |
|                                                           | Adrien Silva 18' | Súmula |               | Público: 16,197 Árbitro: Serge Gumienny |

| 22 de outubro de 2009 Liga Europa Fase de grupos - Grupo D | Ventspils               | 1 – 2  | Sporting                             | Skonto stadions, Riga                |
|                                                            | Juris Laizāns (pen) 64' | Súmula | 7' Miguel Veloso · 85' João Moutinho | Público: 4,500 Árbitro: Sascha Kever |

| 5 de novembro de 2009 Liga Europa Fase de grupos - Grupo D | Sporting           | 1 – 1  | Ventspils                | Estádio Alvalade XXI, Lisboa                |
|                                                            | Carlos Saleiro 22' | Súmula | 15' Alessandro Zamperini | Público: 18,103 Árbitro: Aleksandar Stavrev |

| 3 de dezembro de 2009 Liga Europa Fase de grupos - Grupo D | Sporting          | 1 – 1  | Heerenveen          | Estádio Alvalade XXI, Lisboa            |
|                                                            | Leandro Grimi 91' | Súmula | 47' Oussama Assaidi | Público: 11,264 Árbitro: Pavel Královec |

| 16 de dezembro de 2009 Liga Europa Fase de grupos - Grupo D | Hertha Berlim   | 1 – 0  | Sporting | Estádio Olímpico de Berlim, Berlim        |
|                                                             | Gojko Kačar 71' | Súmula |          | Público: 14,417 Árbitro: Aleksei Kulbakov |

| Pos | Equipa        | J | V | E | D | GM | GS | Diff | Pts |
| --- | ------------- | - | - | - | - | -- | -- | ---- | --- |
| 1   | Sporting      | 6 | 3 | 2 | 1 | 8  | 6  | +2   | 11  |
| 2   | Hertha Berlim | 6 | 3 | 1 | 2 | 6  | 5  | +1   | 10  |
| 3   | Heerenveen    | 6 | 2 | 2 | 2 | 11 | 7  | +4   | 8   |
| 4   | Ventspils     | 6 | 0 | 3 | 3 | 3  | 10 | -7   | 3   |

| 16 de fevereiro de 2010 Liga Europa 1/16 final | Everton                                 | 2 – 1  | Sporting                | Goodison Park, Liverpool               |
|                                                | Steven Pienaar 35' · Sylvain Distin 50' | Súmula | 86' (pen) Miguel Veloso | Público: 28,131 Árbitro: Darko Čeferin |

| 25 de fevereiro de 2010 Liga Europa 1/16 final | Sporting                                                    | 3 – 0  | Everton | Estádio Alvalade XXI, Lisboa        |
|                                                | Miguel Veloso 64' · Pedro Mendes 74' · Matías Fernández 93' | Súmula |         | Público: 17,601 Árbitro: Alon Yefet |

| 11 de março de 2010 Liga Europa 1/8 final | Atlético de Madrid | 0 – 0  | Sporting | Estádio Vicente Calderón, Madrid     |
|                                           |                    | Súmula |          | Público: 42,000 Árbitro: Pieter Vink |

| 18 de março de 2010 Liga Europa 1/8 final | Sporting                        | 2 – 2  | Atlético de Madrid | Estádio Alvalade XXI, Lisboa          |
|                                           | Liédson 19' · Miguel Veloso 45' | Súmula | 3' 33' Kun Agüero  | Público: 41,919 Árbitro: Knut Kircher |

## Ligações Externas
- Site oficial do Sporting Clube de Portugal